# Johan Meens
Johan Meens (Homburg, 7 juli 1999) is een Belgische wielrenner die anno 2022 rijdt voor Bingoal Pauwels Sauces WB. Hiervoor reed Meens in het seizoen 2021 bij de opleidingsploeg Bingoal WB Development Team.

## Overwinningen
2023
Puntenklassement Ronde van Wallonië

## Resultaten in voornaamste wedstrijden
|      | \| Jaar \| Ronde van Vlaanderen \| Amstel Gold Race \| Luik-Bast.‑Luik \| Waalse Pijl \| \| ---- \| -------------------- \| ---------------- \| --------------- \| ----------- \| \| 2022 \| \| 107e \| opgave \| opgave \| \| 2023 \| \| \| 104e \| 144e \| \| 2024 \| opgave \| \| 74e \| 39e \| \| 2025 \| \| \| 111e \| 96e \| |                  |                 |             |
| Jaar | Ronde van Vlaanderen | Amstel Gold Race | Luik-Bast.‑Luik | Waalse Pijl |
| 2022 | | 107e             | opgave          | opgave      |
| 2023 | |                  | 104e            | 144e        |
| 2024 | opgave |                  | 74e             | 39e         |
| 2025 | |                  | 111e            | 96e         |

## Ploegen
- 2021 –  Bingoal WB Development Team
- 2022 –  Bingoal Pauwels Sauces WB
- 2023 –  Bingoal Pauwels Sauces WB
- 2024 –  Bingoal WB
- 2025 –  Wagner Bazin WB

Aniołkowski · Blouwe · De Maeght · Desal · Dupont · Lauk · Livyns · Meens · Menten · Mertz · Molly ·Paasschens · Paquot · Peyskens · Rex · Robeet · Tietema (vanaf 1/2) · Tizza · Venner · Viviani (vanaf 21/3) · L. Wirtgen · T. Wirtgen · Desmarets (stagiair) · Dopchie (stagiair)
Blouwe · De Maeght · De Tier · Desal · Guerin · Lauk · Malucelli · Meens · Mertens · Mertz · Peyskens · Robeet · Salby · Teugels · Tizza · Van Boven · Van der Beken · Van Keirsbulck · Van Rooy · Vandepitte · Matthys (stagiair) · Persico (stagiair)
Blouwe · De Meester · De Tier · Desal · Matthys · Meens · Mertens (tot 31/5) · Persico · Peyskens · Portsmouth · Salby · Teugels · Tizza · Van Boven · Van der Beken · Van Rooy · Vandepitte · Vermoote · Villa · Vliegen · Weemaes · Van Petegem (stagiair)